# Långtjärnen (Ransäters socken, Värmland)
Långtjärnen är en sjö i Munkfors kommun i Värmland och ingår i Göta älvs huvudavrinningsområde. Sjön har en area på 0,0924 kvadratkilometer och ligger 236,2 meter över havet.

## Delavrinningsområde
Långtjärnen ingår i det delavrinningsområde (663145-136675) som SMHI kallar för Mynnar i Göta älvs vattendragsyta. Medelhöjden är 164 meter över havet och ytan är 20,16 kvadratkilometer. Räknas de 2 avrinningsområdena uppströms in blir den ackumulerade arean 88,72 kvadratkilometer. Ranån (Mansån) som avvattnar avrinningsområdet har biflödesordning 2, vilket innebär att vattnet flödar genom totalt 2 vattendrag innan det når havet efter 299 kilometer. Avrinningsområdet består mestadels av skog (82 procent). Avrinningsområdet har 0,1 kvadratkilometer vattenytor vilket ger det en sjöprocent på 0,5 procent.